# Jōmon
|  | Per a altres significats, vegeu «període Jōmon». |

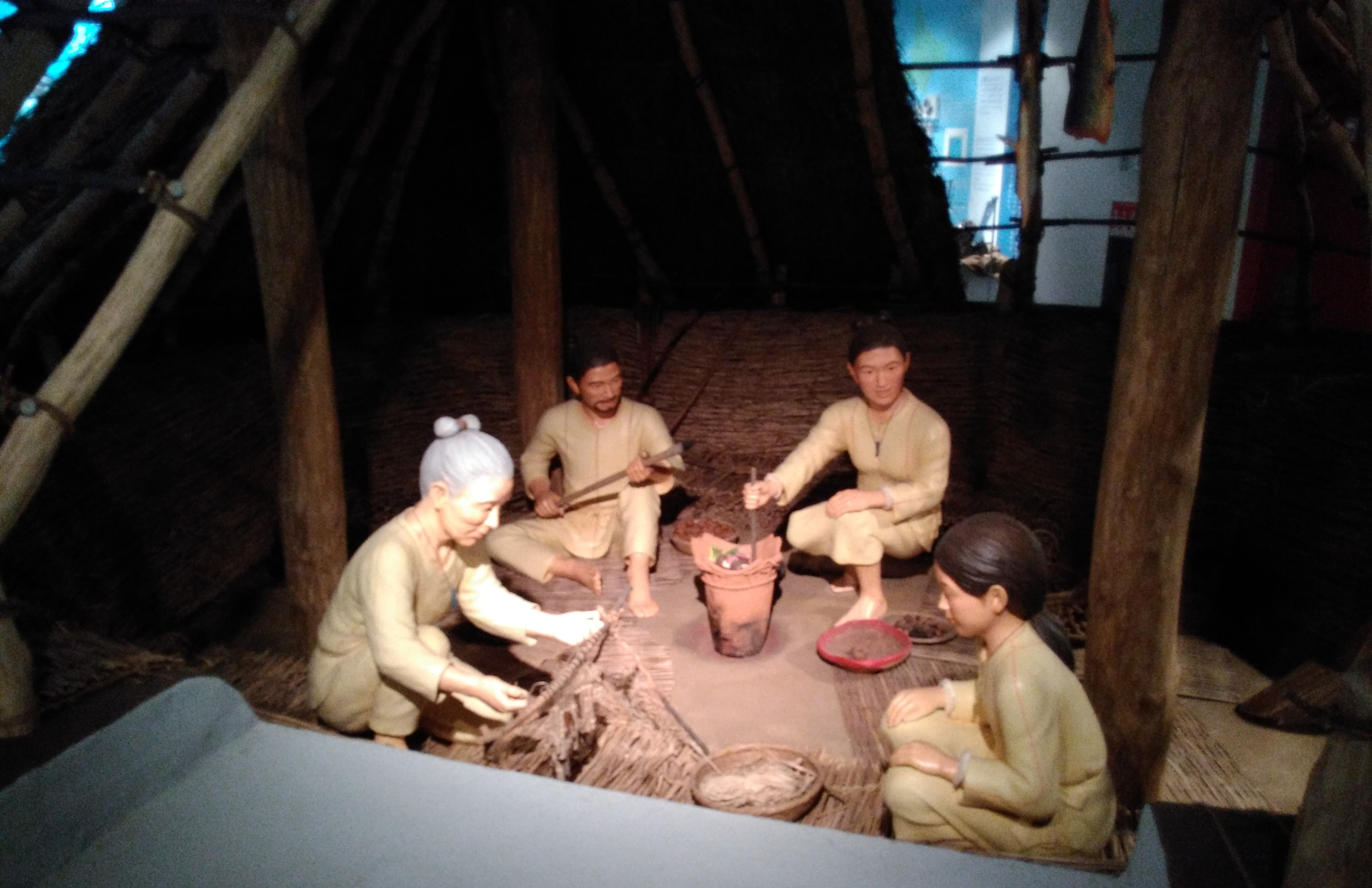
Diorama de la gent de Jomon a Sannai Maruyama

Els jōmon (縄文 人, jōmon jin) eren la població indígena caçadora-recol·lectora que vivia a l'Arxipèlag japonès durant el Període Jōmon (vers 14.000 al 300 aC). Units per una cultura jomon comuna, que assolí un considerable grau de sedentarisme i complexitat cultural.
El poble jōmon es caracteritza per una ascendència de l'extrem orient profundament divergent i aportà al voltant d'un 10-20% de l'ascendència als japonesos moderns. . Les dades genòmiques poblacionals de les restes del període Jōmon suggereixen que s'escindiren dels "ancestres asiàtics orientals" abans de la divergència dels asiàtics orientals del nord i del sud, fa entre 38.000 i 25.000 anys, però després de la divergència dels llinatges "basals de l'extrem orient" Tianyuan i Hoabinhian fa 39.000 anys. Després de la seva migració a l'arxipèlag japonès, s'aïllaren fortament del flux genètic exterior cap al 20.000 a 25.000 aC.

## Cultura
La base alimentària del poble jōmon es basava en gran manera en la recol·lecció i la caça, però també s'ha suggerit que el poble jōmon practicava una agricultura primerenca. Recollien fruits secs i marisc, es dedicaven a la caça i la pesca, i també practicaven, en un cert grau, l'agricultura, com el cultiu de la mongeta azuki i la soja. Els jōmon també empraven ceràmica i, generalment, vivien en cases excavades.

### Ceràmica
L'estil de ceràmica creat pel poble jōmon es caracteritza pels seus patrons "marcats amb corda", d'aquí el nom ("jōmon", "patró de corda de palla"). Els estils ceràmics característics de les primeres fases de la cultura jōmon decoraven la ceràmica prement cordons sobre l'argila humida, i s'accepta que es troben entre les formes de ceràmica més antigues de l'Àsia oriental i del món.Al costat d'olles i recipients de fang, els jōmon també feren estàtues molt estilitzades (dogū ), màscares de fang, bastons o vares de pedra i espases.

### Artesania

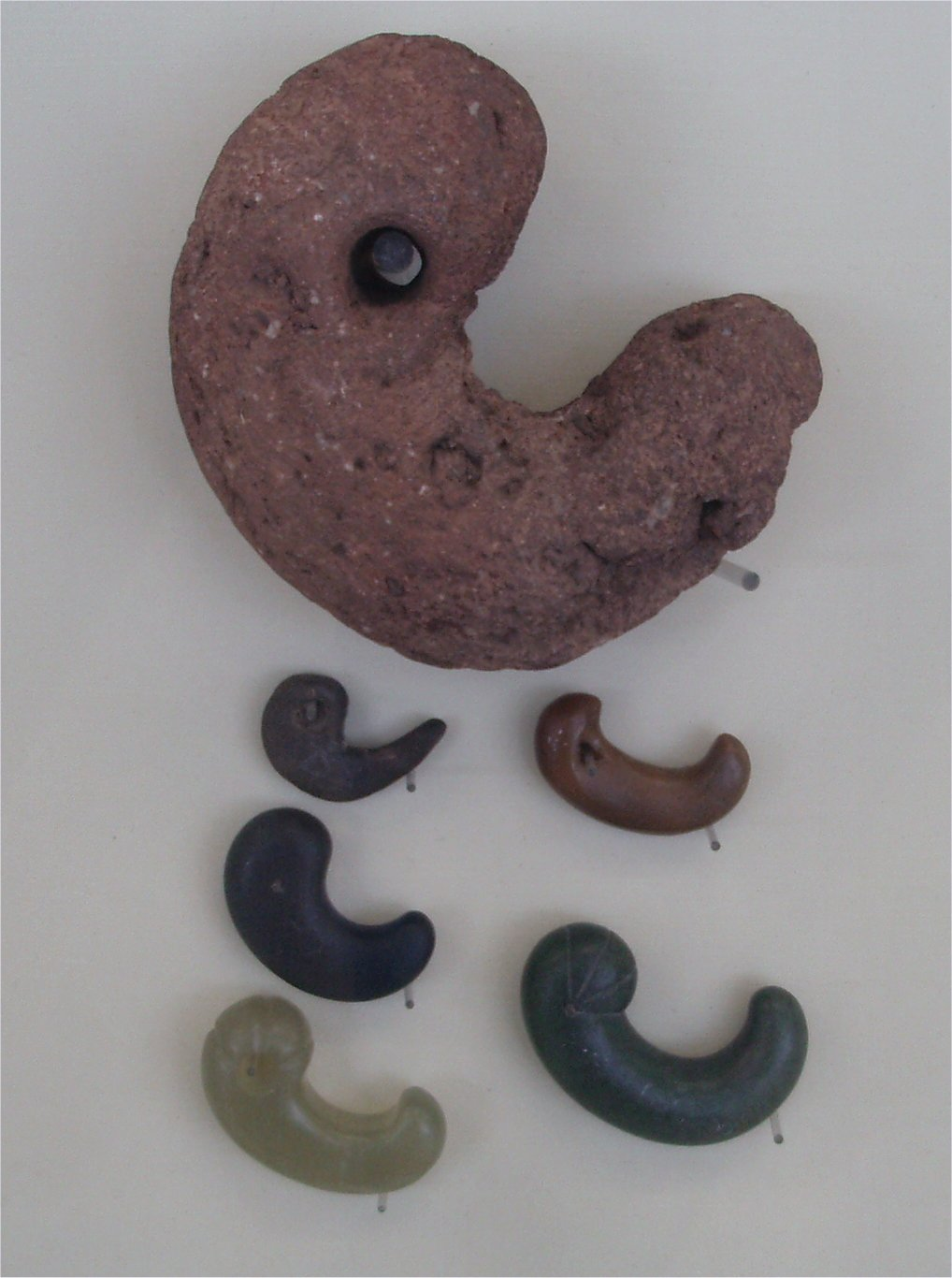
Magatama, perles en forma de ronyó, es troben habitualment a les troballes japoneses del període Jōmon, així com a parts del nord-est asiàtic i Sibèria.

Hi ha proves que el poble jōmon construïa vaixells amb grans arbres que feien servir per pescar i viatjar; tanmateix, no hi ha consens sobre si feien servir veles o pales. Els jōmon també usaven l'obsidiana, el jade i diverses menes de fusta.El poble jōmon creà moltes joies i objectes ornamentals; per exemple, probablement els magatama foren creats per una de les tribus jōmon, i es troben habitualment arreu del Japó i en menor mesura al nord-est asiàtic.

### Religió
S'ha dit que la religió del poble jōmon era semblant a la dels primers xintoistes (concretament el Ko-Shintō). Basat en gran manera en l'animisme i possiblement en el xamanisme. Altres religions semblants són les religions ryukyuan i ainu.

## Idiomes
No se sap quina llengua (o llengües) es parlaven al Japó durant el període Jōmon. S'ha suggerit que serien la llengua ainu, les llengües japòniques, les llengües austronèsiques, o les llengües desconegudes i avui desaparegudes. Tot i que el punt de vista amb més suports és el d'equiparar la llengua ainu amb la llengua jōmon, aquest punt de vista no fàcilment acceptable o lliure de controvèrsies, ja que probablement la població de l'arxipèlag japonès del període Jōmon parlava diverses famílies lingüístiques.
Alexander Vovin (1993) argumenta que les llengües ainu s'originaren al centre de Honshu, i més tard foren desplaçats cap al nord d'Hokkaido, on els primers parlants ainu es van fusionar amb grups locals, formant l'ètnia històrica ainu. El bilingüisme ainu - japonès era comú a Tohoku fins al segle X. Segons Vovin (2021) també hi ha algunes proves de la presència de llengües austronesies properes a l'arxipèlag japonès, que poden haver contribuït amb alguns préstecs al japonès inicial.
Alguns lingüistes han suggerit que les llengües japoneses ja podrien haver estat a l'arxipèlag japonès i a la costa coreana, abans del període Yayoi, i que es poden associar amb una de les poblacions jōmon del sud-oest del Japó, en lloc dels posteriors arrossers dels períodes Yayoi o Kofun. Els parlants japonesos s'expandiren durant el període Yayoi, assimilant als nouvinguts, adoptant el cultiu de l'arròs i fusionant les tecnologies continentals amb les tradicions locals.

## Orígens
Els jōmon representen els descendents dels habitants paleolítics de l'arxipèlag japonès, aïllats d'altres grups asiàtics continentals fa uns 22.000 a 25.000 anys. Han sigut descrits com "una de les poblacions més profundament divergents de l'Àsia oriental".

### Genètica
S'ha inferit que el llinatge jōmon devia divergir dels antics asiàtics orientals fa entre 25 i 38.000 anys, abans de la divergència dels antics asiàtics nord-orientals i els antics asiàtics sud-orientals , però després de la divergència del llinatge Tianyuan del Paleolític superior i l'antic llinatge de caçadors-recol·lectors del sud-est asiàtic (llinatge Hoabinhi ). Com altres poblacions d'Àsia oriental, els avantpassats dels jōmon s'originaren al sud-est asiàtic, expandint-se a l'est asiàtic per via costanera. Representen una de les "primeres onades migratòries".
El llinatge jōmon mostra una afinitat genètica més propera amb els antics llinatges del nord i del sud d'Àsia oriental, en comparació amb els llinatges basals de l'est asiàtic Tianyuan o Hoabinhian, i tenen una data de divergència similar a la de l'ascendència "Longlin" de l'antic Guangxi.  Més enllà de la seva afinitat genètica amb altres llinatges de l'extrem orient, els jōmon també mostren una feble afinitat genètica amb l'espècimen del jaciment Yana, associat amb els antics eurasiàtics del nord (o antics siberians del nord), cosa que pot indicar un cert flux genètic entre ambdós grups abans del seu aïllament d'altres poblacions d'Eurasia oriental. Aquest flux genètic pot estar associat amb la introducció de la tecnologia de micro-fulles al nord del Japó. Segons Bennet et al. 2024, "una explicació podria ser que els primers avantpassats dels jōmon semblants als Tianyuan interactuaren amb grups que entraren a Sibèria a través d'una ruta migratòria del nord". Les afinitats genètiques amb els asiàtics de les terres baixes i els siberians del nord-est també poden destacar posteriors episodis de contacte entre els grups jōmon i costaners.

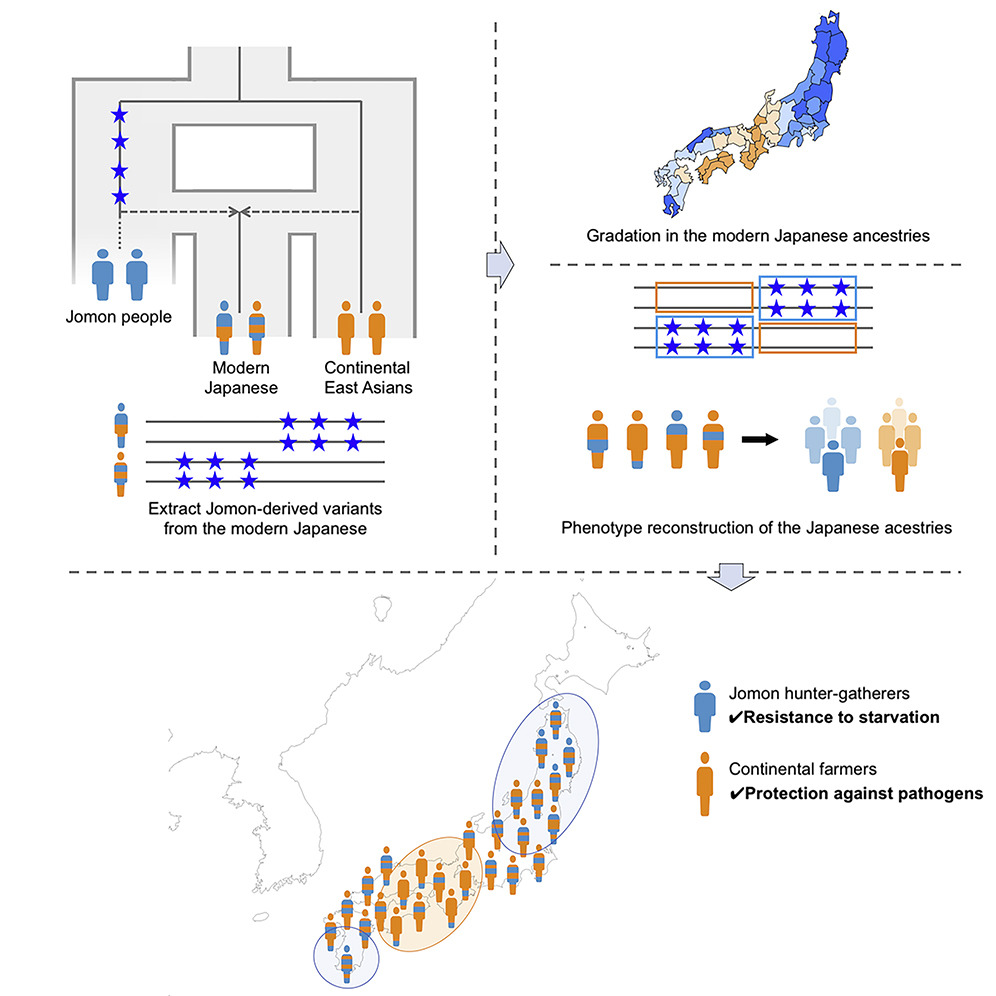
Jomon i les contribucions asiàtiques continentals als japonesos contemporanis

Estudis de genoma complet sobre múltiples restes jōmon revelaren que eren portadors d'al·lels associats amb una major tolerància a l'alcohol, cerumen, cap variant derivada del gen EDAR i que probablement consumien amb freqüència animals terrestres i marítims rics en greixos. També eren portadors d'al·lels de pell mitjana a clara, cabell fosc i prim i ulls marrons. Algunes mostres també mostraren un major risc de desenvolupar taques hepàtiques si passaven massa temps al sol.  Tanmateix, segons un estudi de 2016, l'al·lel derivat del gen EDAR és present en el 25% dels ainus. A més, hi ha freqüències elevades de variants del gen OCA2 i del gen ADH entre els ainu, que estan molt esteses a l'Àsia oriental i que son pràcticament absents en altres llocs.
Les dades genètiques indiquen a més que els pobles jōmon estaven genèticament predisposats a elevats de triglicèrids i sucre, augmentant el risc d'obesitat. Al mateix temps, els hi conferia resistència a la fam. Els japonesos moderns comparteixen aquests al·lels amb la població del període Jōmon, encara que amb una freqüència més baixa i variable, en línia amb la barreja inferida entre els pobles japonesos moderns. Watanabe et. al (2023) afirmaren que la predisposició genètica a una estatura més baixa entre els japonesos sovint es correlacionava amb una alta ascendència jōmon, mentre que el contrari es correlacionava amb una alta ascendència de l'extrem orient continental. No obstant això, Yamamoto et al. (2024) afirmaren que l'associació de l'ascendència Jomon amb la disminució de l'alçada només és observable si els components principals no es tenen en compte a la prova, cosa que indica que aquesta associació es pot confondre per l'estratificació de la població. També trobaren indicis per a una influència en l'índex de massa corporal, inclòs un major risc d'obesitat, entre els japonesos moderns, però també una freqüència més alta de "funcions actives a les cèl·lules del múscul esquelètic" i un "augment de la densitat mineral òssia", que podria haver estat relacionada amb l'estil de vida dels caçadors-recol·lectors del poble jōmon.
Liu et. al (2024) afirmaren que la barreja de jōmon en els japonesos contemporanis variava amb la regió, sent la mescla més alta al sud del Japó, especialment Okinawa (28,5%), seguida del nord-est del Japó (19%) i l'oest del Japó (12%). Estudis anteriors concloïen que les poblacions de Tohoku, Kanto i Kyushu estaven més relacionades genèticament amb les poblacions de ryukyuans, mentre que les poblacions de Kinki i Shikoku estaven més relacionades amb les poblacions continentals de l'est asiàtic.

#### Haplogrups
Es creu que els haplogrups D-M55 (D1a2a) i C1a1 eren freqüents entre la gent del període Jōmon històric del Japó. També es suggereix que l'O-M119 era present almenys en algunes restes del període Jōmon. Es va trobar que un home jōmon de 3.800 anys excavat a l'illa Rebun pertanyia a l'haplogrup D1a2b1 (D-CTS 220). Avui dia, l'haplogrup D-M55 es troba al voltant del 35% i l'haplogrup C1a1 al voltant del 6% entre els japonesos contemporanis. D-M55 es troba regularment només en japonesos (ainu, ryukyuans i yamato) i, encara que amb una freqüència molt menor, en coreans. D-M55 també s'ha trobat a la Micronèsia 5,1%, el Timor 0,2%, i la Xina 0-0,4%; això s'explica per la mescla recent, que es remunta a l'ocupació de l'Imperi Japonès (1868-1945) d'aquestes regions. L'haplogrup C1a1 s'ha trobat regularment en aproximadament el 6% dels japonesos moderns. En altres llocs s'ha observat esporàdicament en individus de Corea del Sud, Corea del Nord (província de Hwanghae del Sud) i Xina (d'ètnia coreana a ning'an i han a Linghai, districtes de Guancheng Hui, Haigang i Dinghai).Un estudi de 2021 estimà que la freqüència del clade D-M55 augmentà al final del període Jōmon. La divergència entre els subclades D1a2-M55 i D1a-F6251 (el darrer dels quals és comú entre els tibetans, altres grups tibetanobirmans i altaics; i té una distribució moderada a la resta de l'extrem orient, sud-est asiàtic i Àsia central) podria haver-se produït prop de l'altiplà tibetà.
La diversitat d'haplogrups mtDNA del poble jōmon es caracteritza per la presència dels haplogrups M7a i N9b. Alguns estudis publicats el 2004 i el 2007 mostren que la freqüència combinada de M7a i N9b observada en els japonesos contemporanis és del 12 al 15% al 17% als japonesos "sensu stricto". N9b es troba freqüentment entre els jomons d'Hokkaido, mentre que M7a freqüentment es troba entre els jomons de Honshu. No obstant això, N9b només es troba en un percentatge molt baix entre els jomon de Honshu . S'estima que M7a comparteix un ancestre comú més recent amb M7b'c, un clade els membres del qual es troben principalment al Japó (incloent els jōmon), altres parts de l'Àsia oriental i el sud-est asiàtic, 33.500 anys (95% IC 26.300 <-> 42.000) abans del present. S'estima que tots els portadors actuals de l'haplogrup M7a comparteixen un ancestre comú més recent de 20.500 anys (IC del 95% 14.700 <-> 27.800) abans del present. Avui dia l'haplogrup M7a té la màxima freqüència a Okinawa.
Un estudi del 2018 declarà que els haplogrups de tipus Okhotsk i de tipus siberià contribuïren a la composició genètica dels ainu de l'era Edo, juntament amb els japonesos continentals, contràriament a la creença popular que els Ainu pràcticament no reberen aportació genètica dels japonesos continentals abans de la colonització de Hokkaido a l'era Meiji.

### Característiques morfològiques

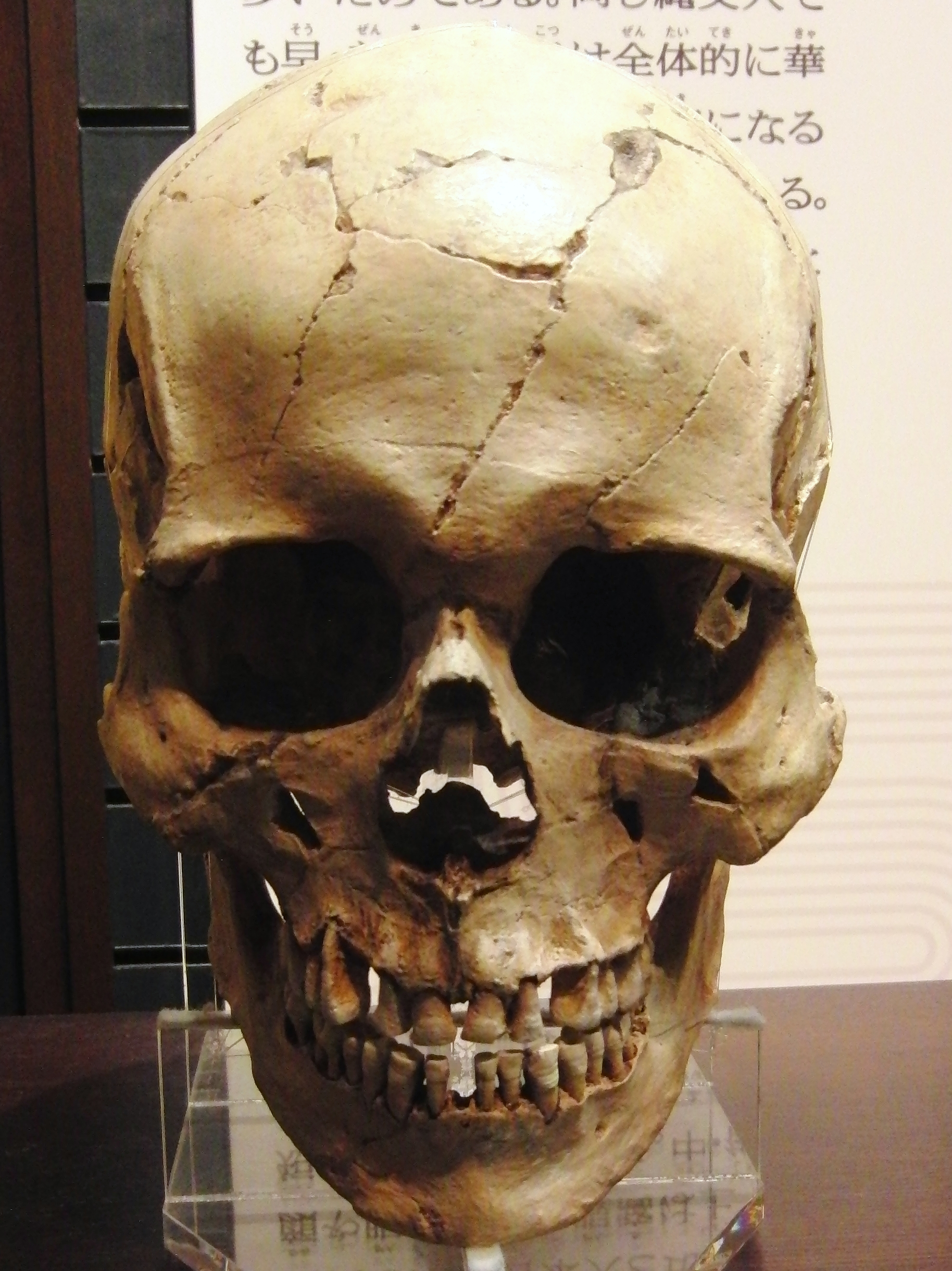
Rèplica d'un crani masculí del final del període Jōmon. Excavat a Miyano Kaizuka (prefectura d'Iwate). Exposició al Museu Nacional de la Natura i la Ciència.

Molts estudis de nombroses restes esquelètiques dels jōmon extretes d'excavacions de diversos llocs de l'arxipèlag japonès han permès als investigadors aprendre més sobre la població del període Jōmon del Japó. Els jōmon eren relativament propers a altres persones de l'est asiàtic, però compartien més similituds amb mostres natives americanes. Al Japó es detectà una variació regional entre diferents restes jōmon. Històricament el poble jōmon fou classificat com a mongoloide.
Comparant els trets esquelètics i dentals de diversos grups jōmon s'ha conclòs que "s'assemblen tant als asiàtics del sud-est asiàtic, als asiàtics del Paleolític superior o als asiàtics del nord-est, així com a les poblacions indígenes actuals dels ainus d'Hokkaido i els insulars Ryukyu".

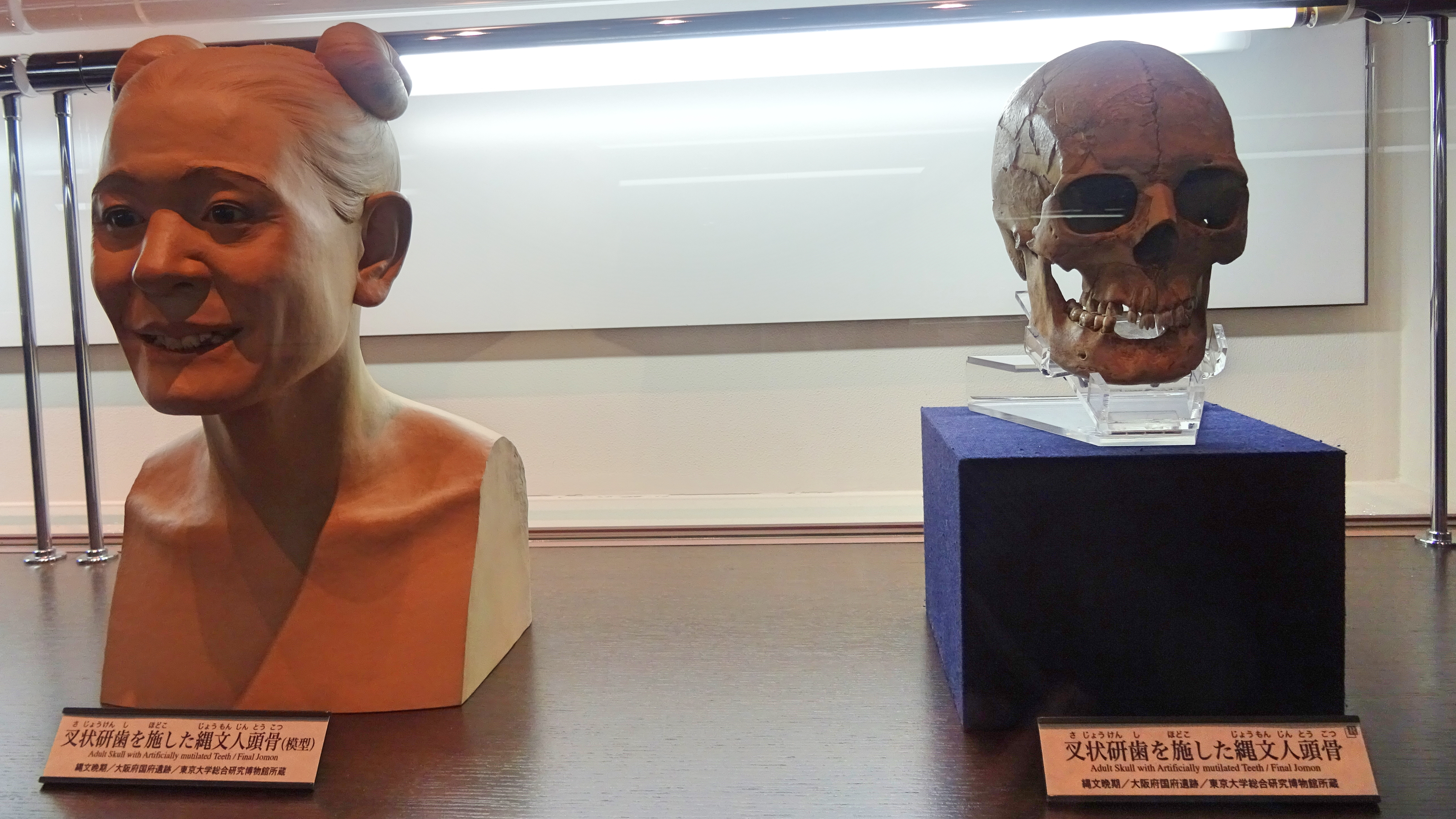
Reconstrucció forense d'un crani jōmon, exposat al Museu d'Història de la Prefectura de Niigata

La morfologia dental suggereix que els jōmon tenien una estructura dental Sundadont, que és més comuna entre els moderns del sud-est asiàtic i els indígenes taiwanesos, i és ancestral a l'estructura dental Sinodont que es troba comunament entre els moderns nord-est asiàtics, cosa que suggereix que els jōmon es separaren dels "ancestres orientals asiàtics" comuns abans de la formació dels moderns asiàtics del nord-est.
Kondo et al. 2017 analitzaren les característiques morfològiques i craniomètriques regionals de la població del període Jōmon del Japó, i va trobar que eren morfològicament heterogènies i mostraven diferències al llarg d'un clinat de nord-est a sud-oest. Les diferències es van basar en l' índex cranial, amb el crani d'Hokkaido epi-jomon mesocefàlic i el crani d'Okinawa braquicefàlic. Van concloure que "els cranis Jomon, especialment al neurocrani, presenten un nivell perceptible de clina geogràfica en sentit nord-est a sud-oest a l'arxipèlag japonès, situant les mostres de Hokkaido i Okinawa als dos extrems. Es poden plantejar, amb precaució, els següents escenaris : la formació de la població jomon semblava procedir del Japó oriental o central, no de l'oest del Japó (regions d'Okinawa o Kyushu); (b) els jomon de Kyushu podrien tenir una història de població petita i aïllada i (c) la història de la població jomon  de Hokkaido podria haver estat profundament arrelada i/o afectada pels fluxos genètics extrínsecs a llarg termini". També suggeriren que les diferències regionals en la longitud del crani es basen en efectes genètics, o filogenètics i ambientals. Però Gakuhari et al. 2020 aclareixen que els jomon de Hokkaido i Honshu s'agrupen i formen un clade excloent els altres grups.
Segons Chatters et al., els jōmon tenen algunes semblances amb l'home de Kennewick americà. Chatters, citant l'antropòleg C. Loring Brace, classificà els jōmon i els polinesis com un únic cúmul craniofacial "jōmon -Pacífic". Chatters, citant Powell, argumenta que els jōmon s'assemblaven més a l'home de Kennewick i als polinesis nadius americans. Segons aquest els ainus descendeixen del poble jōmon, una població de l'est asiàtic amb "afinitat biològica més propera als asiàtics del sud-est en lloc dels pobles eurasiàtics occidentals". Powell feu a més una l'anàlisi dental revelant que els jōmon eren del tipus sundadont. Segons Matsumura et. al (2019) els jōmon eren fenotípicament australo-papús, semblants a les poblacions prehistòriques del sud de la Xina i el sud-est asiàtic, especialment del sud-est asiàtic continental, Malàisia i Indonèsia. Posseïen trets com ara la "calva dolicocefàlica, grans ossos zigomàtics, glabel·les i arcs superciliars notablement prominents, arrels nasals còncaves i cares baixes i amples", encara estaven més relacionats amb els posteriors asiàtics de l'est malgrat les discontinuïtats fenotípiques, apuntant a un llegat de variabilitat paleolítica en la població oriental asiàtica actual.
Els trets craniofacials del poble jōmon foren retinguts de forma significativa en els ainu i els okinawens/ryukyuans. Els primers tenen 2 gens "associats amb l'estructura facial en els europeus", però encara posseïen les morfologies del cabell i de les dents presents en els asiàtics orientals. Pel que fa a la cara plana, els ainu eren intermedis entre els caucasoides i els mongoloides tanmateix un altre estudi els incloïa dins del tipus mongoloide. Aquests últims tenen una "cara superior ben definida i menys plana", que es caracteritza per unes glabel·les i arrels nasals prominents.

#### Retrovirus ATL
Un gen comú en els jōmon és un retrovirus de l'ATL (virus T limfotròpic humà, HTVL-I). Aquest virus es va descobrir com a causa de la leucèmia adulta de cèl·lules T (ATL) i la investigació fou avançada per Takuo Hinuma de l'Institut de Recerca de Virus de la Universitat de Kyoto.
Encara que se sabia que hi havia molts portadors de virus al Japó, fou absent als països veïns de l'Àsia oriental. Mentrestant, s'ha trobat en molts africans, indígenes americans, tibetans, siberians, birmans, indígenes de Nova Guinea, polinesis, etc. Pel que fa a la distribució al Japó, és certament freqüent al sud de Kyushu, la prefectura de Nagasaki, Okinawa i entre els ainu . I es troba amb mitjana  freqüència a la regió sud de Shikoku, el sud de la península de Kii, la banda del Pacífic de la regió de Tōhoku (Sanriku) i les illes Oki. En general, es trobà que els portadors del retrovirus ATL eren més comuns a zones i illes remotes. Quan s'examinaren detalladament les àrees ben desenvolupades d'ATL a cada regió de Kyushu, Shikoku i Tōhoku, es conserven altes taxes de portadors en petits assentaments que restaven aïllats de l'entorn i eren inadequats per al transport.
El camí d'infecció natural d'aquest virus es limita a la infecció vertical de mares a fills (la majoria dels cops a través de la lactància materna) i la infecció horitzontal entre homes i dones (la majoria de cops a través de les relacions sexuals).
Vist això Hinuma conclogué que l'àrea d'alta freqüència d'aquest virus indica que hi ha restes d'alta densitat de persones jōmon.

### Aportacions a altres poblacions

#### Grups històrics
Les anàlisis de genoma complet de les restes de la cultura Okhotsk a Sakhalín trobaren que provenien de tres fonts principals, en particular els antics asiàtics nord-orientals, els antics paleosiberians i el poble jōmon del Japó. Una anàlisi de mescles revelà que eren portadors d'un 54% d'antics asiàtics nord-orientals, un 22% d'antics paleosiberians, i un 24% d'ascendència jōmon respectivament.
Les anàlisis genètiques de restes antigues al sud de la península de Corea revelaren una elevada ascendència jōmon (entorn el 37%), mentre que les restes de Yayoi al Japó tenien quantitats gairebé iguals d'ascendència jōmon (35-60%) i una ascendència semblant als antics ancestres del Nord-est Asiàtic (40-65%). Aquests resultats suggereixen la presència d'una població semblant als jōmon a la península de Corea i una significativa contribució en la formació dels primers parlants japonesos. Com a tal, la "transició agrícola al Japó prehistòric implicà el procés d'assimilació, en lloc del reemplaçament, amb contribucions genètiques gairebé equivalents dels indígenes Jomon" i dels migrants asiàtics continentals del període Mumun/Yayoi.

#### Grups moderns

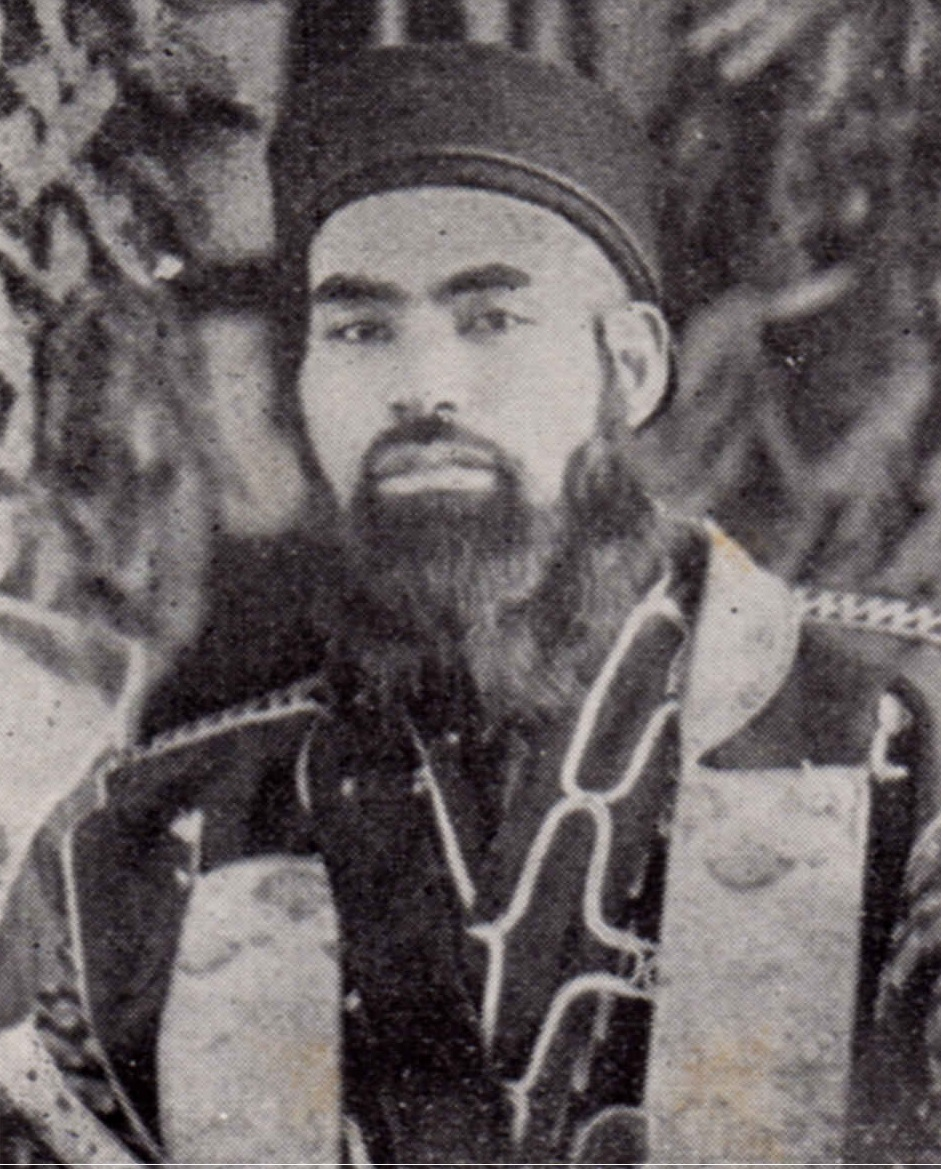
Els ainu es troben entre els grups moderns que mostren les quantitats més altes d'ascendència derivada dels jōmon.

L'ascendència associada als jōmon habitualment es troba arreu de l'arxipèlag japonès, des de ~15% entre els japonesos moderns, a ~30% entre els ryukyuans, i fins a ~75% entre els ainu moderns, i amb una freqüència més baixa entre els grups circumdants, com els nivkhs o els ulchs, però també els coreans i altres grups costaners, cosa que suggereix que els jōmon no estigueren completament aïllats d'altres grups. Wang i Wang (2022) assenyalaren que els pobles amb ascendència jōmon durant el període dels Tres Regnes contribuí significativament al perfil genètic dels coreans contemporanis. Però aquesta ascendència es "diluí" amb el pas del temps degut a la posterior arribada dels agricultors neolítics del riu Liao del nord-est de la Xina.
McColl et. al (2018) afirmaren que els actuals habitants del sud-est asiàtic tenen ascendència d'almenys 4 antigues fonts poblacionals . Una de les fonts foren els hòabìnhians continentals, que compartien ascendència amb els antics Ikawazu jōmon japonèsos , juntament amb els actuals andamanès Önge i els malàisis Jehai. Tanmateix, segons Yang et. al (2020), l'individu jōmon tenia afinitats amb diverses poblacions costaneres del Neolític siberianes i del sud d'Àsia oriental, amb aquesta darrera agrupació amb els actuals asiàtics sud-orientals.
Juntament amb els japonesos moderns, ulch i nivkh, els aborígens taiwanesos actuals (és a dir, Ami i Atayal ) també mostraren un excés d'al·lels compartits amb un individu de 2.500 anys trobat al Japó "sensu stricto", que es caracteritzava per la "cultura típica jōmon".

## En la cultura popular
Certs aspectes de la cultura i la ceràmica jōmon apareixen al videojoc The Legend of Zelda: Breath of the Wild . El director d'art de Nintendo, Takizawa Satoru, digué que la cultura jōmon fou la inspiració per a les "pissarres, santuaris i altres objectes antics Sheikah" del joc.
A Chikuma, Nagano, es pot visitar una recreació d'un poblat jōmon en forma de parc d'experiències (Sarashina no Sato), que ofereix diferents activitats.